# Belpech
Belpech en occitan Bèlpuèg là một xã của Pháp, nằm ở tỉnh Aude trong vùng Occitanie.
Người dân địa phương trong tiếng Pháp gọi là Bellopodiens.

## Hành chính
| Danh sách các xã trưởng                |           |                 |      |                    |
| Giai đoạn                              | Giai đoạn | Tên             | Đảng | Tư cách            |
| tháng 3 năm 2008                       | 2014      | Jean-Paul Nicol |      |                    |
| tháng 3 năm 2001                       | 2008      | Julien Mario    | UMP  | Conseiller général |
| Tất cả các dữ liệu trước đây không rõ. |           |                 |      |                    |

## Thông tin nhân khẩu
| Năm | 1962 | 1968 | 1975 | 1982 | 1990 | 1999 |
| --- | ---- | ---- | ---- | ---- | ---- | ---- |
| Dân số | 1210 | 1224 | 1089 | 1068 | 1165 | 1152 |
| From the year 1962 on: No double counting—residents of multiple communes (e.g. students and military personnel) are counted only once. |      |      |      |      |      |      |

## Nhân vật nổi bật
- Pierre de La Broue